# Aurea Fest
Aurea fest je hrvatska manifestacija u sklopu koje se održava nekoliko festivala. Spoj je estradne i tradicionalne manifestacije. Početak je 1969. godine. Od 2014. traje tjedan dana. Održavaju se krajem kolovoza i početkom rujna na Trgu Svetog Trojstva i Šetališnoj zoni u Požegi, u vrijeme berbe plodova. Od 2014. sastoji se od 10 festivala, a to su festivali "vina i gastronomije", uličnih svirača i mađioničara, plesa, jazza, DJ-eva i MC-eva (elektronske glazbe), običaja (glazbeno prijepodne Sretna dolina), koreografiranog folkora, izbor za najšokicu, festivali popularne glazbe i tradicionalni požeški festival Zlatne žice Slavonije, fišijada, dječji Aurea fest i likovna kolonija Udruge Matko Peić. Slogan festivala je "Sedam dana, sedam noći". Od 2014. godine organizira ga Udruga Aurea Fest Požega, pod pokroviteljstvom Grada Požege. Otvara ga svečana festivalska povorka koja polazi od Željezničkog kolodvora, Njemačke i Kanižlićeve ulice do Trga sv. Trojstva, i sudjeluju povijesne postrojbe RH, Gradske glazbe Trenkovi panduri, KUD-ova Požeštine, konjanika i zaprega te vinogradara, vinara i voćara Požeško slavonske županije. Festival popularne glazbe ugostio je poznata imena kao Vigor, Mejaši, Miroslav Škoro, Jasmin Stavros, Gazde, Boris Ćiro Gašparac i dr., tamburaški festival izvođače kao što su Slavonski dukati, Ansambl Hajo, Viktorija Kulišić Đenka i dr.

## Vanjske poveznice
- Aurea fest  Arhivirana inačica izvorne stranice od 11. ožujka 2018. (Wayback Machine), službene stranice festivala
- Facebook
- Google+
- Turistička zajednica grada Požege  Arhivirana inačica izvorne stranice od 11. ožujka 2018. (Wayback Machine) Festival Aurea Fest Požega 2017.